# Stenaelurillus neyyar
Stenaelurillus neyyar — вид аранеоморфних павуків родини павуків-стрибунів (Salticidae). Описаний у 2023 році.

## Поширення
Ендемік Індії. Поширений в окрузі Тіруванантапурам на півдні штату Керала. Мешкає на півдні горської системи Західні Гати.

## Назва
Його видову назву було дано з посиланням на місце його відкриття — заповідник дикої природи Нейяр.

## Опис
Довжина тіла самців — від 4,00 до 4,50 мм, а самиць — від 4,70 до 6,23 мм.